# 水野真澄
水野 真澄（みずの ますみ、1963年9月22日 - ）は、実務と理論の組み合わせで、中国ビジネスを独自の切り口で分析するコンサルタント。2001年よりコンサルティング活動を開始し、日本で最も注目を集める中国ビジネスコンサルタントの一人として活躍する。愛知県名古屋市出身。横浜市育ち。
1987年早稲田大学政治経済学部卒業、同年丸紅株式会社入社。丸紅香港華南会社コンサルティング部長、「M&C South china Ltd.」、「M&C Shanghai Ltd.」の代表取締役・社長を経て、2008年8月末丸紅（M&C）退職。現在は「Mizuno Consultancy Holdings Ltd.」の代表取締役社長として、傘下に「水野商務諮詢（上海）有限公司」、「水野商務諮詢（広州）有限公司」、「Mizuno Consultancy Holdings 日本駐在員事務所」、「株式会社チェイスチャイナ」、「水野財務諮詢（上海）有限公司」、「深圳市水野企業管理諮詢有限公司」を有する。

## プロフィール
大学時代より中国に興味を持ち、1985年に初めて中国を旅行する。1987年丸紅入社後、外国為替部輸出為替課に配属され、台湾（1988年4月～1989年6月）・福建省福州市（1989年7月～1990年6月）で語学、実務研修を行なう。実務研修終了後は丸紅本社の経理部配属となり、国際会計・税務、海外現地法人の組織変更を担当する。
1997年4月に丸紅香港現地法人の経理課・課長代理として赴任。会計税務知識と現場での実務経験を活用して、「中国ビジネスQ&A」を執筆し、中国関連ウェブサイト（上海エクスプローラー）に寄稿する。その後「中国ビジネス・投資Q&A」を出版。日本、香港の書店で流通し、特に香港で注目を集めたのを機にコンサルティング活動を開始する。2002年11月よりNHK・BS放送（経済最前線）、2012年6月よりBSジャパン・アジアの風にコメンテーターとして出演するなど活動範囲を広げている。
現在は、会計・税務、商流組み立て、組織変更、加工貿易等の内容を主流とした書籍を執筆すると共に、水野コンサルティンググループの社長兼コンサルタントとして、実務に根付いたコンサルティング活動を続けている。

## 著作物
- 中国におけるPE課税の理論と実務（チェイス・チャイナ）
- 変わる！加工貿易の新マニュアル（エヌ・エヌ・エー）
- 知りたくなくても知っておかなきゃならない中国人のルール（明日香出版）
- 中国・外貨管理マニュアルQ&A（エヌ・エヌ・エー）
- 新・中国ビジネス投資Q&A（キョーハンブックス）
- 中国保税開発区・倉庫活用実践マニュアル（エヌ・エヌ・エー）
- 中国ビジネスコンサルタントができるまで（キョーハンブックス）
- 管理者のための中国加工貿易マニュアル（エヌ・エヌ・エー）
- 中国ビジネス組織変更・撤退完全マニュアル（明日香出版）
- 中国ビジネス・投資Q&A改定新版（キョーハンブックス）
- 新・初めての中国ビジネス（エヌ・エヌ・エー）
- 中国ビジネス最新ガイド（エヌ・エヌ・エー）
- 中国貿易・流通の開放とビジネス制度改革（エヌ・エヌ・エー）
- 初めての中国ビジネス（エヌ・エヌ・エー）
- 共著：シンガポールと香港のことがマンガで3時間で分る本（明日香出版）
- 共著：中国ビジネス・会計税務用語集改定版（キョーハンブックス）
- 共著：中国投資ビジネスガイドブック（エヌ・エヌ・エー）
- 共著：日中貿易必携（日本国際貿易促進協会）
- 共著：中国華南香港進出マニュアル（日本貿易振興会）
- 翻訳：初めての中国ビジネス（中国語版）（エヌ・エヌ・エー）
- DVD：ゼロからはじめる中国ビジネス進出成功講座（NS総研）

## 連載
- 毎日新聞（関西版）　経済面「香港だより」
- フジサンケイ ビジネスアイ　チャイナウォッチング
- 時事通信社　水野真澄の『目からウロコ』
- NNA　中国ビジネス解説
- コンシェルジュ上海・北京　なっとく経済記事
- コンシェルジュ香港　華南シフト